# Gene Gauntier

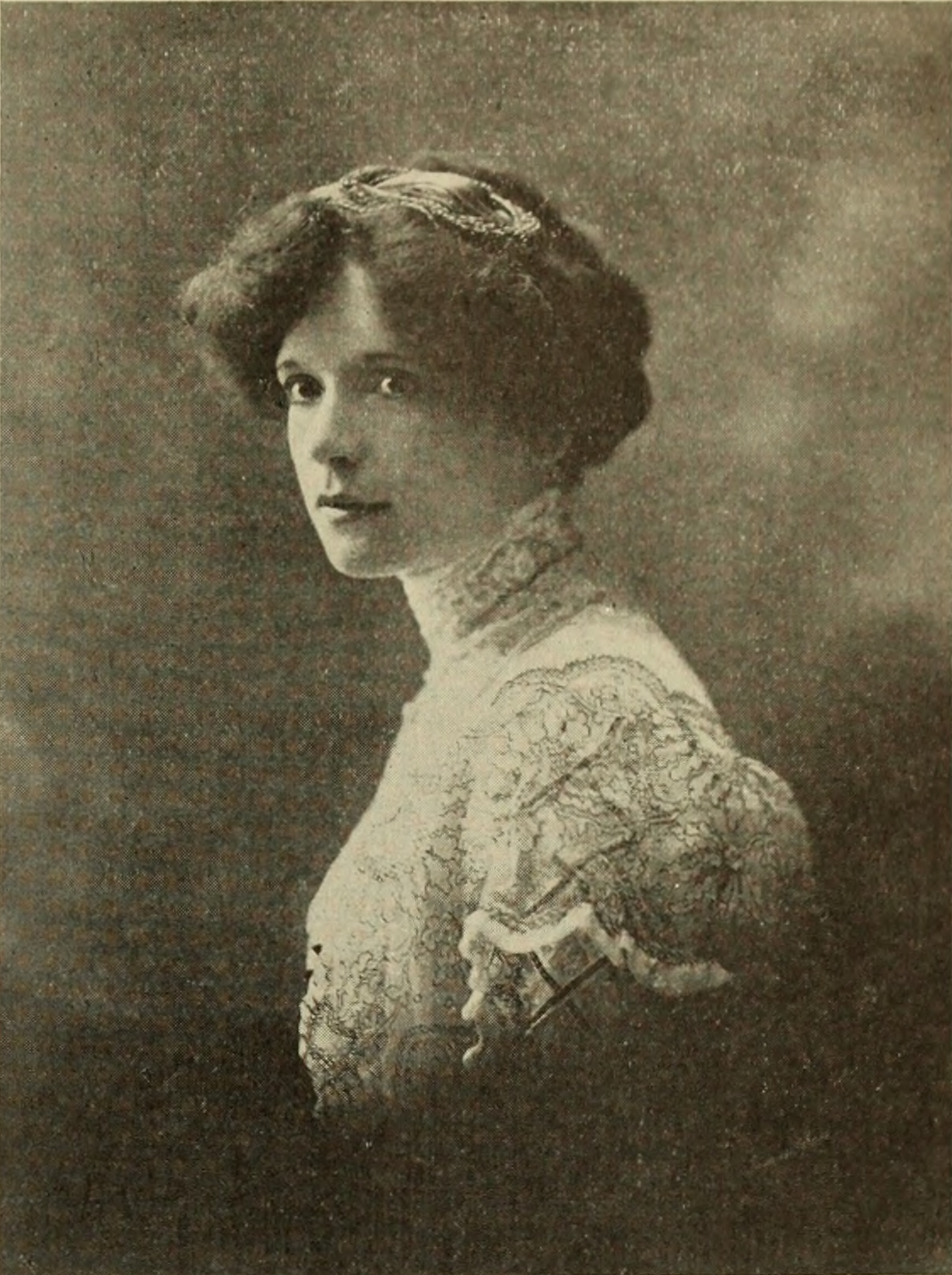
Gene Gauntier, 1912

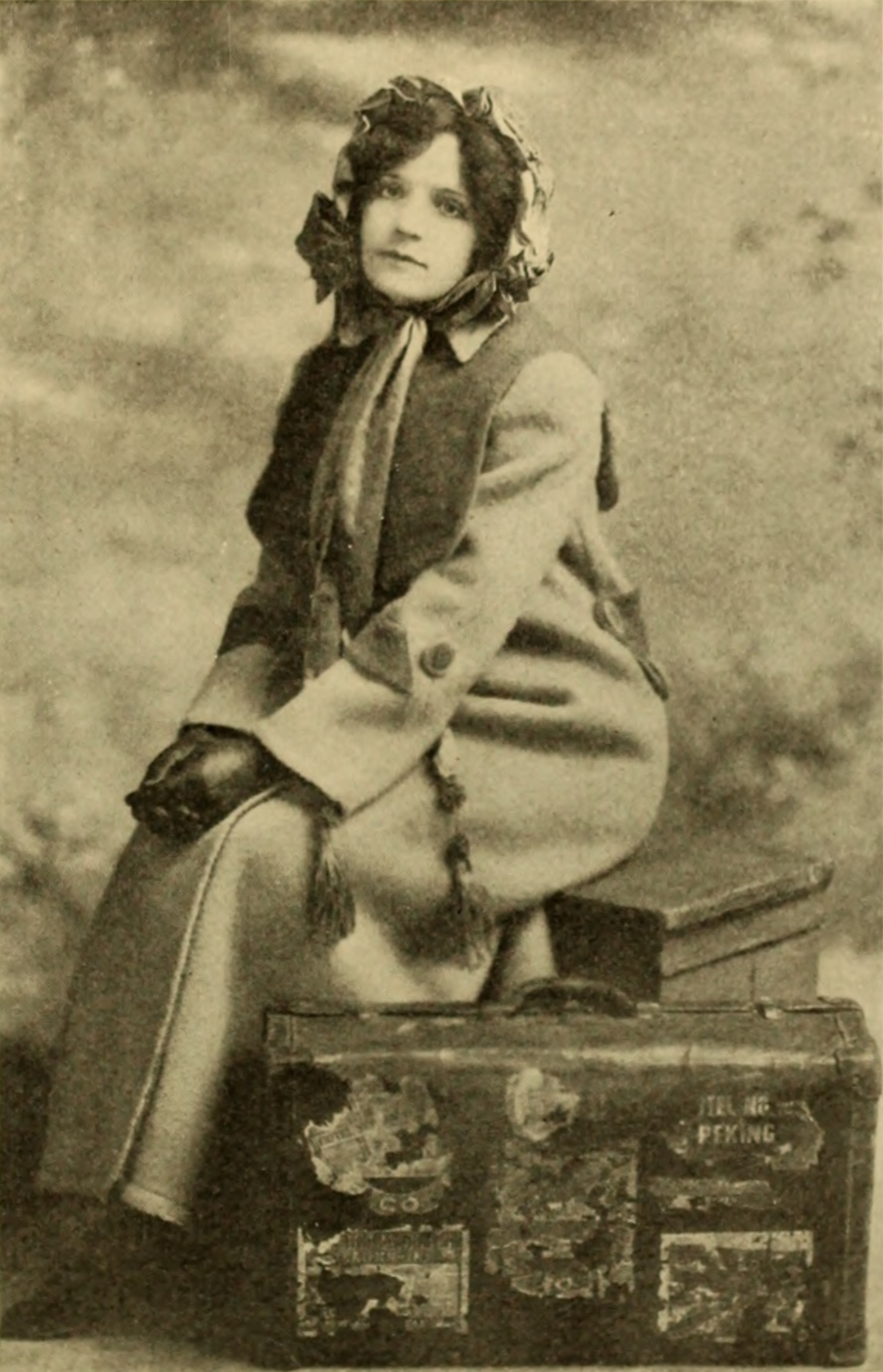
Gauntier mit Gepäck, 1912

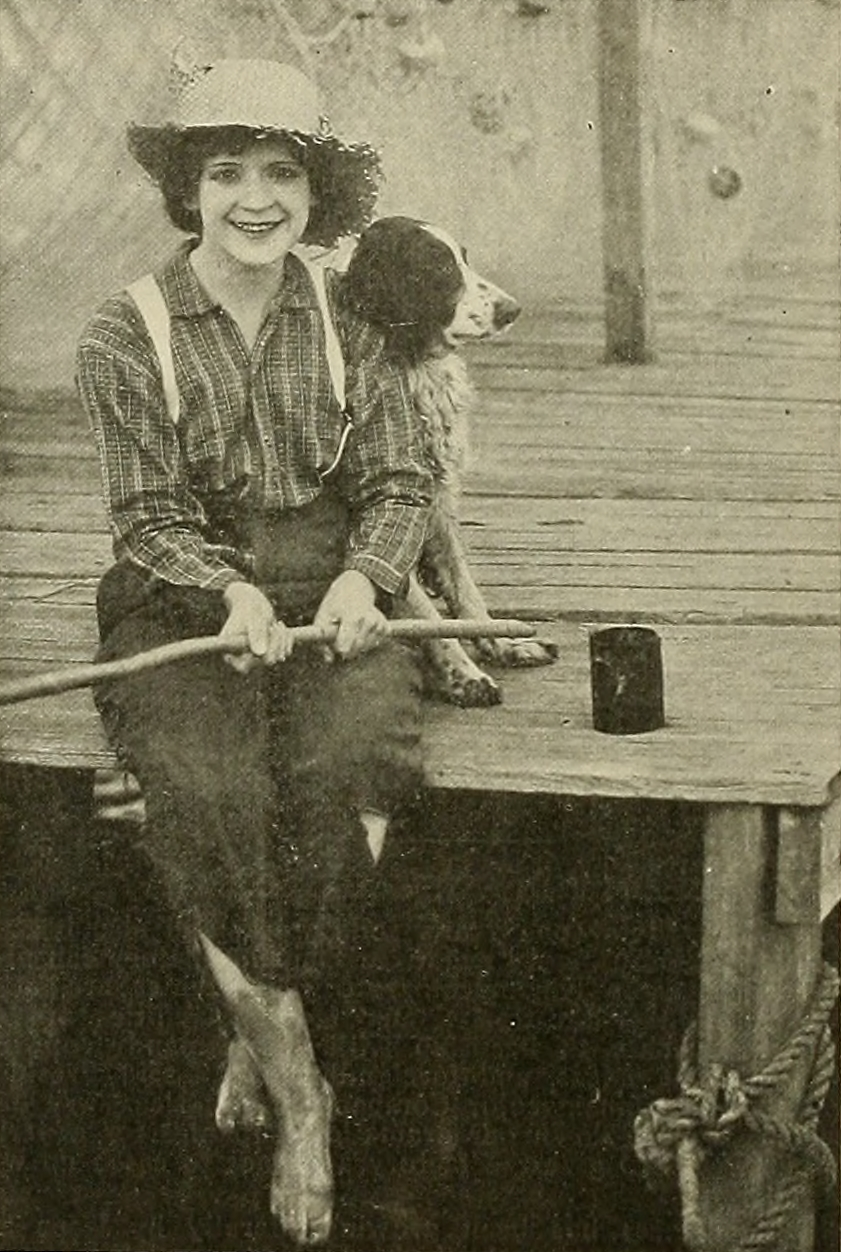
Gauntier bei den Dreharbeiten zu On the Firing Line, 1913

Gene Gauntier (geboren als Genevieve Gauntier Liggett am 17. Mai 1885 in Kansas City, Missouri; gestorben am 18. Dezember 1966 in Cuernavaca, Mexiko) war eine US-amerikanische Schauspielerin, Regisseurin und Drehbuchautorin der Stummfilmzeit.

## Werdegang
Genevieve Liggett wurde als Tochter von James Wesley Liggett und seiner Ehefrau Ada J. Gauntier geboren und wuchs mit einem älteren Bruder und einer jüngeren Schwester auf.
Der Bruder Richard Green Liggett (1880–1941) betrieb in den 1910er und 20er Jahren in Kansas City das Gene Gauntier Theatre, ein großes Kino. Ihre Schwester Marguerite Gauntier Liggett (1891–1973) heiratete 1909 den schwedischen Milliardär Axel Wenner-Gren, der in Deutschland nach dem Zweiten Weltkrieg vor allem durch die von ihm mitfinanzierte und nach ihm benannte Alwegbahn (Axel Lennart Wenner-Gren) bekannt wurde, und ließ sich in Berlin zur Opernsängerin ausbilden.
Genevieve Liggett besuchte die Fulton and Trueblood School of Oratory in ihrer Heimatstadt Kansas City, eine der angesehensten Schulen des Landes zur Vermittlung der freien Rede. 1904 begab sie sich nach New York City und begann ihre Bühnenlaufbahn unter dem Namen Gene Gauntier. In den Zeiten zwischen ihren Theaterengagements übernahm sie Rollen in Filmen. Dabei gehorchte sie der Not, denn sie war wie viele ihrer Theaterkollegen davon überzeugt, dass Filmrollen ihrem Ansehen als Theaterschauspielerin abträglich sein würden. Ihre erste Filmrolle war 1906 ein Stunt in dem Film The Paymaster der American Mutoscope and Biograph Company, in dem sie in einen Fluss geworfen wurde. Die Rolle und der Film waren belanglos, aber Gauntier lernte am Set Frank J. Marion und Sidney Olcott kennen, im folgenden Jahr Mitgründer und Regisseur der Kalem Company. Anschließend übernahm Gauntier die weibliche Hauptrolle in George Ades Bühnenkomödie The County Chairman, die in ihrer Heimatstadt Kansas City im Grand Opera House aufgeführt wurde.
1907 kam Gauntier zur neu gegründeten Kalem Company. Nach wenigen Monaten war sie das Kalem Girl, angelehnt an das Biograph Girl (nacheinander Florence Lawrence, Marion Leonard und Mary Pickford) des Wettbewerbers American Mutoscope and Biograph Company. Seinerzeit vermieden die Filmgesellschaften jegliche Nennung der Namen ihrer wichtigsten Darsteller, um sich keinem teuren Wettbewerb um diese Angestellten aufdrängen zu lassen. Der Name des Unternehmens und die Titel der Filme standen in der Werbung im Vordergrund. Auch die Schauspieler zogen im Film, anders als im Theater, die Anonymität vor. Schon nach wenigen Monaten bei der Kalem spielte Gauntier 1907 in wöchentlich zwei meist actionreichen Filmen die weibliche Hauptrolle. Im selben Zeitraum schrieb sie zwei bis drei Drehbücher, die meisten für Filme, in denen sie selbst mitspielte. Ihre große Produktivität wurde möglich, weil sie die Motive der Drehbücher aus dem Fundus ihrer früheren Theaterrollen entnehmen konnte. Nach einer Unterbrechung für ein Theaterengagement wurde Gauntier 1908 gebeten, Drehbücher zu schreiben, bei der Regie zu assistieren, und – wenn sie das möchte – Rollen zu spielen. Die Biograph Company bot ihr zur selben Zeit an, als Drehbuchautorin und Leiterin von Studio und Produktion einzusteigen.
Gauntier blieb vier Jahre bei der Kalem und war der kreative Kopf des Unternehmens, sie und Sidney Olcott hatten niemanden über sich und in der Produktion freie Hand. Die kleine Gruppe der miteinander befreundeten künstlerisch verantwortlichen Mitarbeiter der Kalem Company wurde in Bezug auf die Aktivitäten in Irland die O’Kalems und später, im Zusammenhang mit einer Orientreise, die El Kalems genannt. Rückblickend gab Gauntier an, bei fast allen der 500 Filme, in denen sie mitwirkte, das Drehbuch selbst verfasst zu haben. Weitere Aufgaben waren Locationscout, Ko-Regisseurin mit Sidney Olcott, Verfassen und Anfertigen der Zwischentitel und die Werbung für die Produktionen.
Pionierleistungen Gauntiers als Drehbuchautorin umfassen nach ihrem ersten Drehbuch für Tom Sawyer, mit dem die Figur aus Mark Twains Die Abenteuer des Tom Sawyer erstmals im Film erscheint, den ersten Film über den Amerikanischen Bürgerkrieg (The Days of '61) und die erste Verfilmung des Stoffs von Ben Hur, einem 1880 von Lew Wallace veröffentlichten Roman (Ben Hur). Die Inhaber der Rechte an dem Roman, Harper and Brothers, die Produzenten der Theaterproduktion, Marc Klaw und A. L. Erlanger und die Erben von Lew Wallace verklagten den Edison Trust, die Kalem Company und Gene Gauntier wegen der Verletzung ihres Urheberrechts. Das Verfahren ging bis vor den United States Supreme Court, der 1911 die Filmindustrie dem Urheberrecht unterwarf und die in Drehbüchern fixierte Struktur eines Films als Objekt mit einem materiellen Wert erkannte. Damit war die Zeit der hemmungslosen Verwertung fremden geistigen Eigentums vorbei, seither muss vor der Verwertung einer Vorlage das Nutzungsrecht erworben werden. Aber auch die Arbeit der Drehbuchautoren wurde drastisch aufgewertet, indem Drehbüchern ebenfalls urheberrechtlicher Schutz zugesprochen wurde.

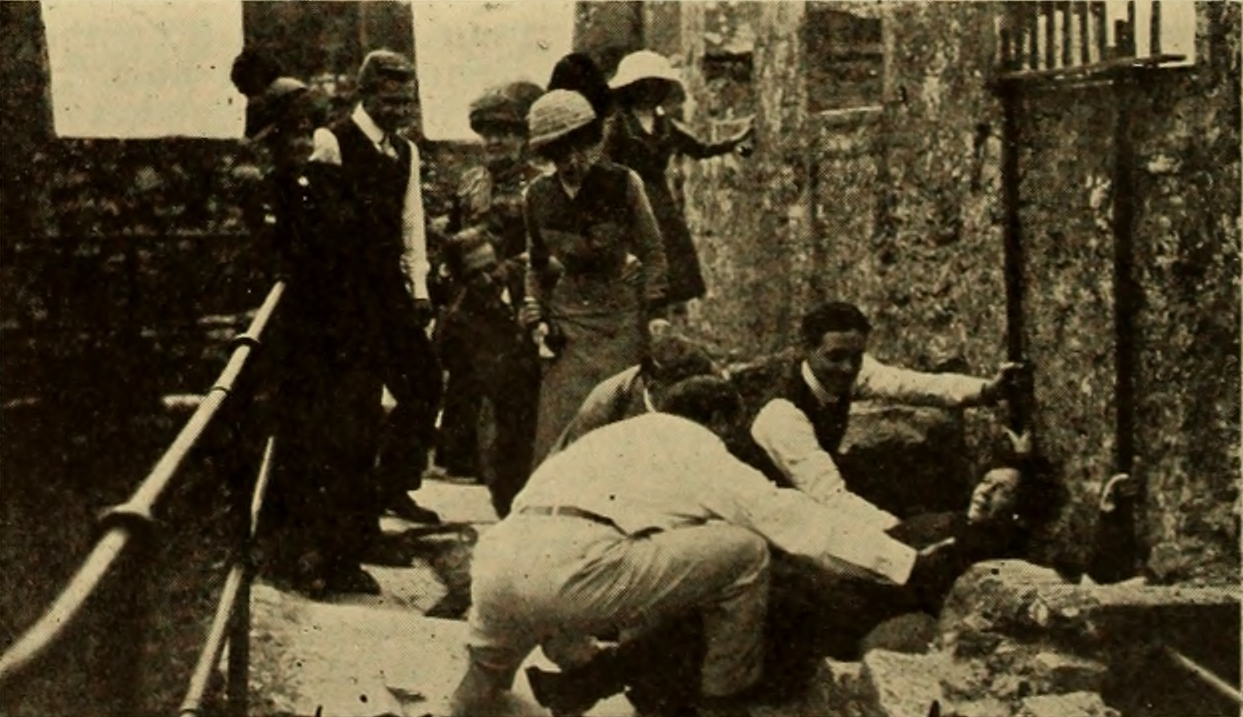
Gene Gauntier vor dem Küssen des Blarney Stone, 1911

Gene Gauntier reiste wiederholt mit einem Team der Kalem nach Irland, um dort Drehbücher zu verfassen und Filme zu drehen. Filme, die in Irland spielten, waren ein beliebtes Sujet, denn sie lockten in den Städten mit einem hohen Anteil irischstämmiger Einwanderer zahlreiche Zuschauer an. Nach dem Erfolg einer ersten Reise mit kleiner Besetzung, bei der 1910 A Lad from Old Ireland gedreht wurde, ging 1911 ein großes Team auf die Reise, bei der unter anderem Arrah-na-Pogue und The Colleen Bawn entstand. Um den Betrieb in den Vereinigten Staaten aufrechtzuerhalten, wurde dort zusätzliches Personal eingestellt. Die Wintermonate, während denen Außenaufnahmen in New York nur stark eingeschränkt möglich waren, verbrachte dieselbe Mannschaft geschlossen im sonnigen Florida.

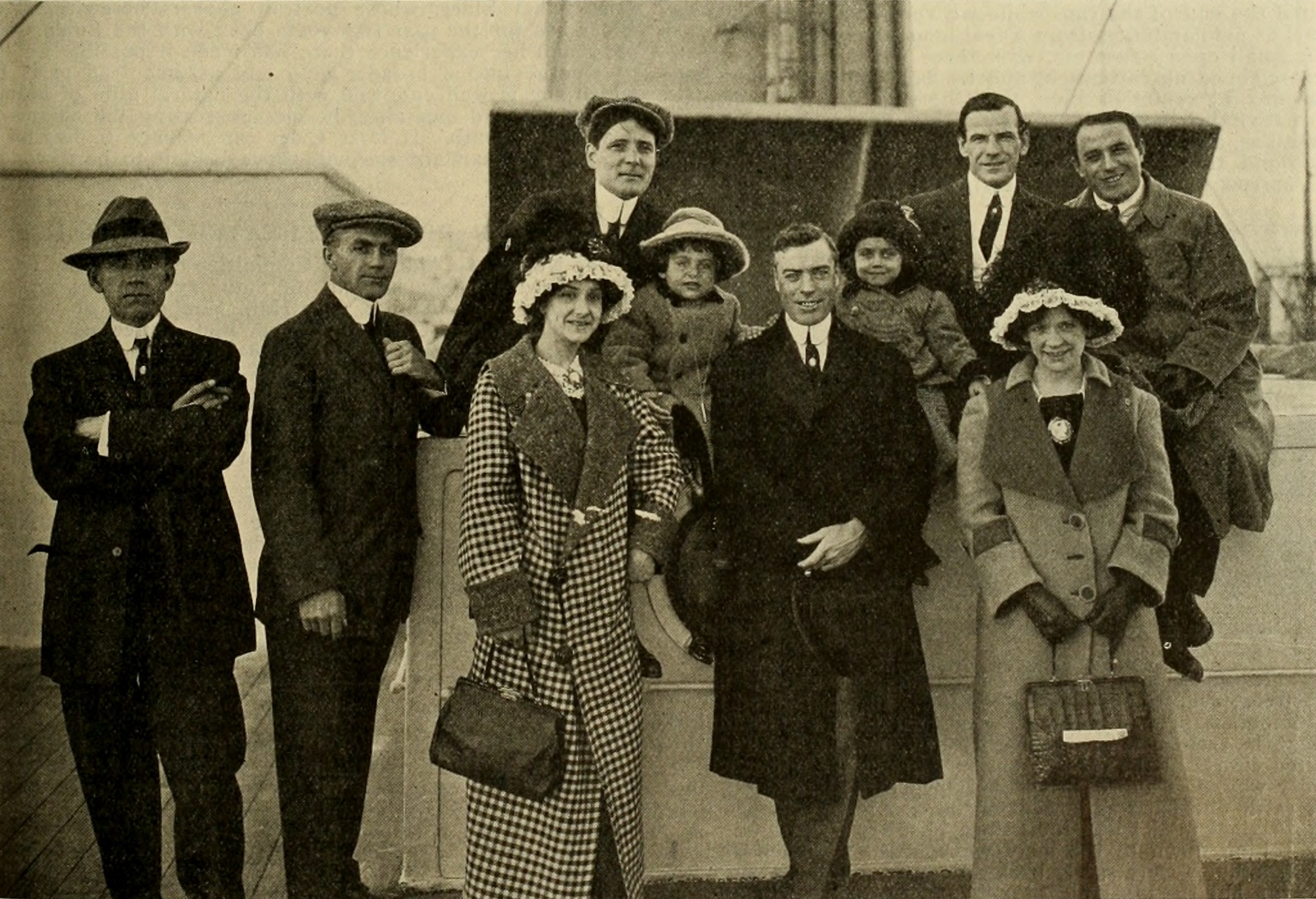
Gene Gauntier (vorne rechts), Sidney Olcott (vorne Mitte) und Jack J. Clark (sitzend links) mit Kollegen auf der RMS Adriatic, Dezember 1911

Ende 1911 reiste das Kalem-Team um Gauntier, Olcott und Clark nach Kairo und Jerusalem. Wie bei den Filmen zuvor war der Geschäftsleitung von Kalem nicht wirklich bekannt, was produziert werden sollte. Frank J. Marion erteilte jedoch die Anweisung, bei der Verfilmung von christlichen Themen Jesus Christus allenfalls schemenhaft und als Symbol darzustellen. Im Heiligen Land hatte Gauntier die Idee, eigenen Angaben zufolge im Delirium nach einem Sonnenstich, die Passion Christi zu verfilmen. Rasch wurden in New York zusätzliche Schauspieler angefordert, auch Marion traf sich in Europa mit Sidney Olcott und widerrief seine ursprüngliche einschränkende Anweisung. Im Oktober 1912 erschien mit From the Manger to the Cross die Verfilmung der Lebensgeschichte Jesu Christi, das Drehbuch stammte von Gauntier, die auch die Rolle der Jungfrau Maria spielte. Der Film wurde ein großartiger Erfolg. Gauntier heiratete während der Dreharbeiten ihren Kollegen, den Schauspieler und Regisseur Jack J. Clark, der im Film den Apostel Johannes darstellte.

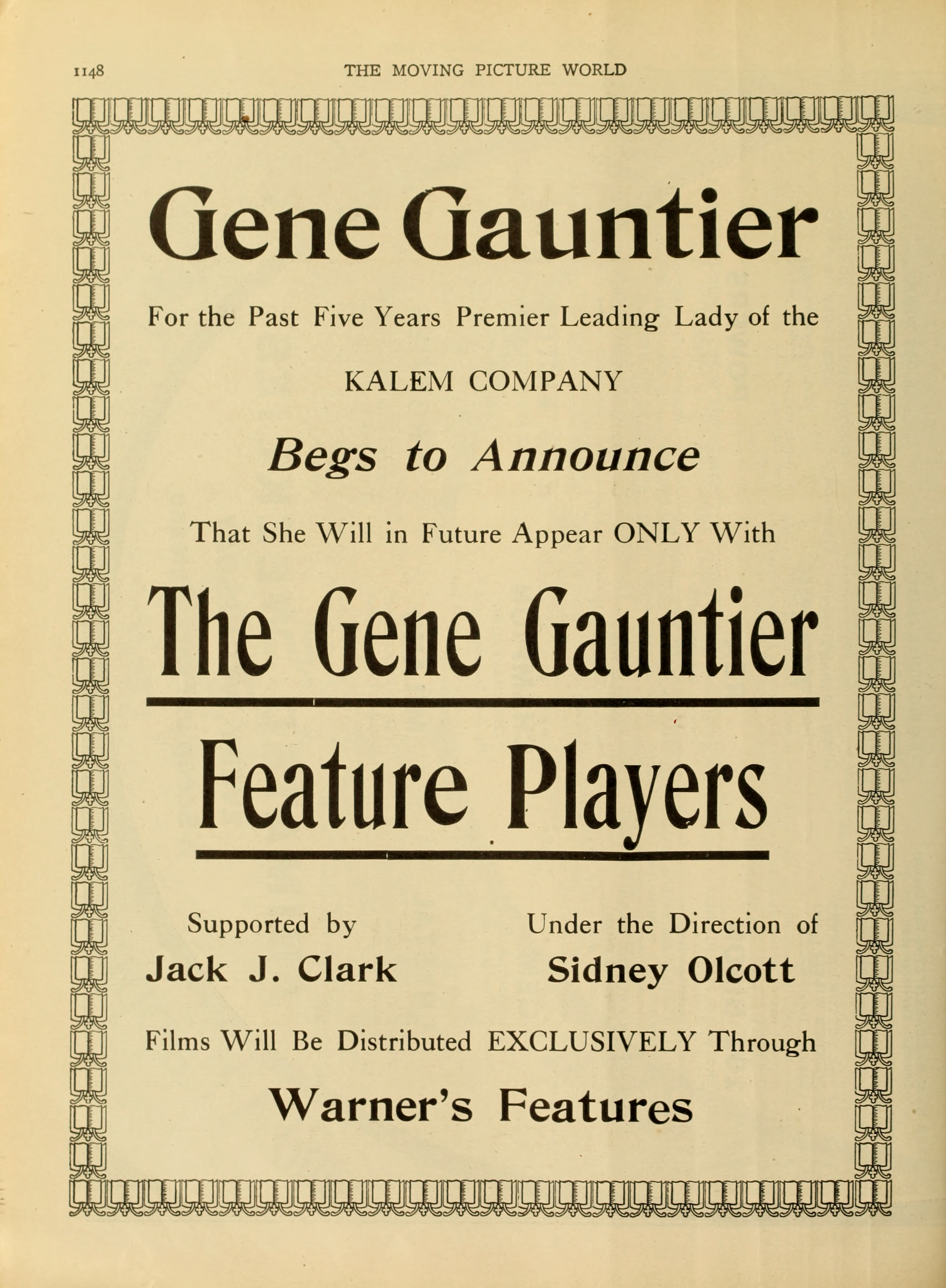
Anzeige zur Gründung der Gene Gauntier Feature Picture Co., 21. Dezember 2012

Unmittelbar nach der Rückkehr nach New York ging es wieder nach Irland und Schottland. Das Chaos der im Aufbau befindlichen Filmindustrie hatte kreative Frauen wie Gene Gauntier, die aufgrund ihrer überragenden Leistungen allgemein anerkannt waren, lange Zeit begünstigt. Um 1910 begannen sich die Strukturen der Filmindustrie zu verändern, die unternehmerischen Strukturen verfestigten sich und die Leitungen der großen Unternehmen waren von Männern dominiert. Enttäuscht von dieser Entwicklung, die auch die Kalem als ein Mitglied des Edison Trust erfasste, gründete Gauntier im Dezember 1912 gemeinsam mit ihrem Ehemann Jack J. Clark und Sidney Olcott ihre eigene Produktionsfirma, die Gene Gauntier Feature Players Company. Damit ging sie einen Weg, den mehrere Kolleginnen beschritten, so Florence Lawrence mit ihrer Victor Company, Helen Holmes (Signal Film Company), Flora Finch (Flora Finch Company und Film Frolic Picture Corporation) und Marion Leonard (Gem Motion Picture Company, Monopol Film Company und Mar-Leon Corporation).
Im November 1912 und bei späteren Gelegenheiten reiste Gauntier mit ihrer eigenen Belegschaft ebenfalls nach Irland, Olcott war als Regisseur mit dabei. Für die Gene Gauntier Feature Players Company entstanden so zum Beispiel For Ireland's Sake im Jahr 1914. Mit derartigen Filmen, für die Gauntier meist das Drehbuch schrieb und eine Hauptrolle übernahm und Olcott als Regisseur fungierte, wurde das Unternehmen zu einem ernsthaften Konkurrenten der Kalem Company.
Bemerkenswert war die Rolle der Nan, einer jungen Frau aus den Südstaaten, deren Rolle Gauntier bereits bei der Kalem Company in mehreren Filmen verkörpert hatte. Die Rolle entwarf sie während Winteraufnahmen der Kalem in Jacksonville in Florida. Das Thema der jungen Spionin hinter den feindlichen Linien fand beim Publikum großen Anklang, und Gauntier nahm die Rolle mit in ihre eigene Produktionsgesellschaft. Mit A Daughter of the Confederacy konnte sie Anfang 1913 nahtlos an alte Erfolge anknüpfen. Über die Rolle hinaus war von Bedeutung, dass die früheren Bürgerkriegsfilme fast immer die Heldentaten der Nordstaatenarmee und ihrer Soldaten glorifizierten. Die Filme um die Spionin Nan zeigten hingegen den Sezessionskrieg aus der Perspektive der Südstaaten, mit Soldaten und Bürgern der Südstaaten als Protagonisten.
Zum Jahresbeginn 1914 verließ Sidney Olcott das Unternehmen, um seine eigene Sid Olcott International Features zu gründen. Die Gene Gauntier Feature Players Company bestand bis Anfang 1915, als Gauntier einen Vertrag bei den Universal Studios unterschrieb und für kurze Zeit nach Hollywood zog. Gauntier konnte sich jedoch mit den neuen Produktionsmethoden nicht anfreunden und stieg aus dem Filmgeschäft aus.
Im Januar 1918 wurde die Ehe Gauntiers und Clarks in Kansas City geschieden. 1919 arbeitete sie als Theater- und Filmkritikerin vorübergehend bei der Kansas City Post. Im Alter von 35 Jahren drehte Gauntier 1920 noch einen Film, Witch's Gold, und verließ das Filmgeschäft endgültig. Sie hatte in 87 Filmen mitgespielt und nach offiziellen Angaben 42 Drehbücher geschrieben, tatsächlich waren es mehrere Hundert. In einem Interview gab sie 1924 an, dass ihr der frühere Enthusiasmus abhandengekommen war. Sie habe sich ausgebrannt und kraftlos gefühlt und die Arbeit unter den neuen Rahmenbedingungen der Filmproduktion habe sie als Belastung empfunden. Sie sei froh, dass es ihr gelungen sei die Filmindustrie so früh zu verlassen, dass ihr noch ein paar Erinnerungen an die „gute, alte Zeit“ verblieben.

## Privates

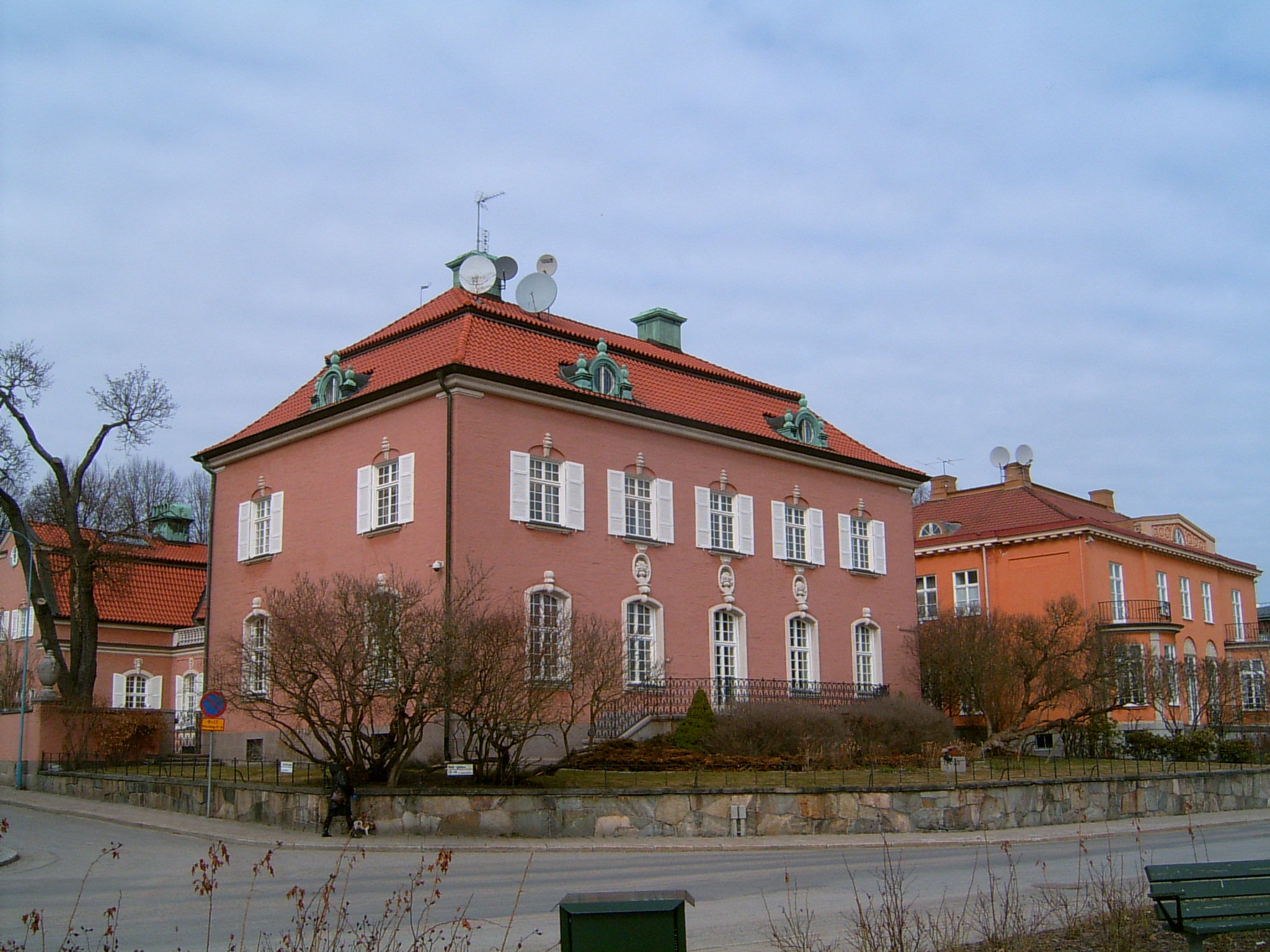
Villa Tillberg in Stockholm, um 1924 Wohnung Gene Gauntiers

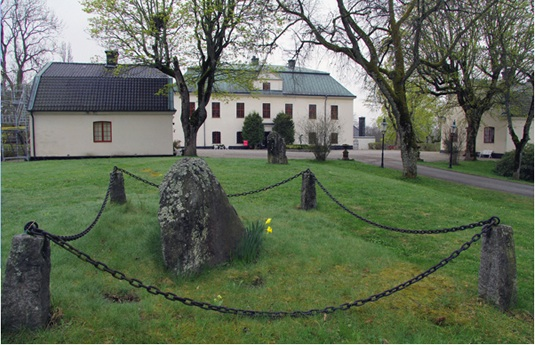
Grab von Axel Wenner-Gren, Marguerite Wenner-Gren und Gene Gauntier im schwedischen Schloss Häringe

Nach ihrem endgültigen Rückzug aus dem Filmgeschäft ging Gauntier auf Dauer nach Europa, wo bereits ihre Schwester lebte. In den 1920er Jahren lebte sie während des Winters mit ihrer Schwester in der Laboratoriumsgatan 10 im Diplomatenviertel Stockholms, in der von dem Architekten Ivar Tengbom gebauten Villa Tillberg des Unternehmers und Parlamentsabgeordneten Knut Tillberg. Von März bis Juni reiste sie durch Europa, meist nach Italien und Frankreich, und den Sommer verbrachte sie auf einer Insel an der Westküste Schwedens. Sie verfasste eine Autobiografie mit dem Titel Blazing the Trail, die 1928 und 1929 gekürzt als Serie im Woman's Home Companion erschien. Das Manuskript befindet sich in der Sammlung des Museum of Modern Art Department of Film in New York City. Daneben verfasste sie zwei Romane, 1929 Cabbages and Harlequins und 1933 Sporting Lady. Gene Gauntier starb 1966 im Alter von 81 Jahren in Cuernavaca in Mexiko. Sie liegt mit ihrem Schwager Axel Wenner-Gren und ihrer Schwester Marguerite im Park von Schloss Häringe in Västerhaninge, Schweden begraben.

## Filmografie

### Als Schauspielerin
- 1906: Skyscrapers
- 1906: Thaw-White Tragedy
- 1906: The Paymaster
- 1907: Ben Hur
- 1908: Evangeline
- 1908: Way Down East
- 1908: The Scarlet Letter
- 1908: Hulda’s Lovers
- 1908: Dolly, the Circus Queen
- 1908: The Romance of an Egg
- 1908: The Man in the Box
- 1908: Thompson’s Night Out
- 1908: The Stage Rustler (nicht im Abspann erwähnt)
- 1908: As You Like It
- 1908: Betrayed by a Handprint
- 1908: The Girl and the Outlaw (nicht im Abspann erwähnt)
- 1908: The Taming of the Shrew
- 1909: The Cracker’s Bride
- 1909: The Girl Spy: An Incident of the Civil War
- 1909: The Law of the Mountains
- 1909: The Wayward Daughter
- 1909: A Slave to Drink
- 1910: The Romance of a Trained Nurse
- 1910: The Man Who Lost
- 1910: The Stepmother
- 1910: The Confederate Spy
- 1910: The Further Adventures of the Girl Spy
- 1910: The Girl Spy Before Vicksburg
- 1910: The Forager
- 1910: The Bravest Girl in the South
- 1910: The Love Romance of the Girl Spy
- 1910: The Egret Hunter
- 1910: The Navajo’s Bride
- 1910: The Castaways
- 1910: A Child’s Faith
- 1910: A Daughter of Dixie
- 1910: A Colonial Belle
- 1910: The Perversity of Fate
- 1910: The Evil Artist or a Girl Wronged
- 1910: The Heart of Edna Leslie
- 1910: A Lad from Old Ireland
- 1910: Seth’s Temptation
- 1910: The Little Spreewald Maiden
- 1910: The Stranger
- 1911: For Love of an Enemy
- 1911: Her Chum’s Brother
- 1911: Robbie and the Redskins
- 1911: Little Sister
- 1911: The Open Road
- 1911: The Irish Honeymoon
- 1911: The Little Soldier of ’64
- 1911: A War Time Escape
- 1911: A Sawmill Hero
- 1911: The Lass Who Couldn’t Forget
- 1911: In Old Florida
- 1911: The Fiddle’s Requiem
- 1911: When the Dead Return
- 1911: The Carnival
- 1911: In Blossom Time
- 1911: To the Aid of Stonewall Jackson
- 1911: The Romance of a Dixie Belle
- 1911: Special Messenger
- 1911: Rory O’More
- 1911: The Colleen Bawn
- 1911: The Fishermaid of Ballydavid
- 1911: Arrah-na-Pogue
- 1911: Tangled Lives
- 1911: A Hitherto Unrelated Incident of the Girl Spy
- 1911: To the Aid of Stonewall Jackson
- 1912: The O’Neill
- 1912: His Mother
- 1912: The Vagabonds
- 1912: Far From Erin’s Isle
- 1912: You Remember Ellen
- 1912: Captain Rivera’s Reward
- 1912: Victim of Circumstances
- 1912: The Belle of New Orleans
- 1912: The Fighting Dervishes of the Desert
- 1912: Missionaries in Darkest Africa
- 1912: Dust of the Desert
- 1912: Captured by Bedouins
- 1912: Tragedy of the Desert
- 1912: An Arabian Tragedy
- 1912: Winning a Widow
- 1912: A Prisoner of the Harem
- 1912: Down Through the Ages
- 1912: The Mayor From Ireland
- 1912: The Shaughraun
- 1913: The Wives of Jamestown
- 1913: Lady Peggy’s Escape
- 1913: A Daughter of the Confederacy
- 1913: The Mystery of Pine Creek Camp
- 1913: When Men Hate
- 1913: In the Power of the Hypnotist
- 1913: In the Clutches of the Ku Klux Klan
- 1914: For Ireland’s Sake
- 1914: The Eye of the Government
- 1914: Come Back to Erin
- 1914: A Fight for a Birthright
- 1914: False Evidence
- 1914: Twilight
- 1914: His Brother’s Wife
- 1914: The Little Rebel
- 1914: Through the Fires of Temptation
- 1915: The Woman Hater’s Baby
- 1915: The Ulster Lass
- 1915: The Mad Maid of the Forest
- 1915: Gene of the Northland
- 1915: The Smuggler’s Lass
- 1920: Witch’s Gold

### Als Drehbuchautorin
- 1907: Why Girls Leave Home
- 1907: Tom Sawyer (verschollen)
- 1907: The Days of ’61
- 1907: Ben Hur (Regie: Sidney Olcott und Frank Oakes Rose)
- 1908: Hiawatha
- 1908: As You Like It (Regie: Kenean Buel)
- 1908: Evangeline
- 1908: Way Down East (Regie: Sidney Olcott)
- 1908: Washington at Valley Forge
- 1908: The Scarlet Letter (Regie: Sidney Olcott)
- 1908: Hulda’s Lovers (Regie: Wallace McCutcheon sr.)
- 1908: Dolly, the Circus Queen
- 1908: The Romance of an Egg (Regie: Wallace McCutcheon sr.)
- 1909: The Japanese Invasion
- 1909: The Wayward Daughter
- 1909: The Girl Spy: An Incident of the Civil War
- 1909: A Slave to Drink
- 1909: The Octoroon (Regie: Sidney Olcott)
- 1910: The Man Who Lost
- 1910: The Romance of a Trained Nurse (Regie: Sidney Olcott)
- 1910: The Stepmother (Regie: Sidney Olcott)
- 1910: The Confederate Spy (Regie: Sidney Olcott)
- 1910: The Forager (Regie: Sidney Olcott)
- 1910: The Castaways (Regie: Sidney Olcott)
- 1910: A Lad from Old Ireland (Regie: Sidney Olcott)
- 1910: The Little Spreewald Maiden (Regie: Sidney Olcott)
- 1910: The Girl Spy Before Vicksburg (Regie: Sidney Olcott)
- 1911: Tangled Lives (Regie: Sidnegiey Olcott)
- 1911: Last Day of School (Regie: Sidney Olcott)
- 1911: A Hitherto Unrelated Incident of the Girl Spy
- 1911: The Irish Honeymoon (Regie: Sidney Olcott)
- 1911: A Sawmill Hero (Regie: Sidney Olcott)
- 1911: The Fiddle’s Requiem (Regie: Sidney Olcott)
- 1911: The Love of Summer Morn (Regie: Sidney Olcott)
- 1911: Special Messenger (Regie: Sidney Olcott)
- 1911: Rory O’More (Regie: Sidney Olcott und Robert G. Vignola)
- 1911: The Colleen Bawn (Regie: Sidney Olcott und Gene Gauntier)
- 1911: The Franciscan Friars of Killarney (Regie: Sidney Olcott)
- 1911: Arrah-na-Pogue (Regie: Sidney Olcott)
- 1912: The Vengeance Mark (Regie: Sidney Olcott)
- 1912: Shaun Rhue (Regie: Sidney Olcott)
- 1912: My Hielan’ Lassie (Regie: Sidney Olcott)
- 1912: The O’Kalems’ Visit to Killarney (Regie: Sidney Olcott)
- 1912: The O’Neill (Regie: Sidney Olcott)
- 1912: His Mother (Regie: Sidney Olcott)
- 1912: Far From Erin’s Isle (Regie: Sidney Olcott)
- 1912: You Remember Ellen (Regie: Sidney Olcott)
- 1912: The Fighting Dervishes of the Desert (Regie: Sidney Olcott)
- 1912: Luxor, Egypt (Regie: Sidney Olcott)
- 1912: Missionaries in Darkest Africa (Regie: Sidney Olcott)
- 1912: Making Photoplays in Egypt (Regie: Sidney Olcott)
- 1912: An Arabian Tragedy (Regie: Sidney Olcott)
- 1912: Captured by Bedouins (Regie: Sidney Olcott)
- 1912: Winning a Widow (Regie: Sidney Olcott)
- 1912: Down Through the Ages (Regie: Sidney Olcott)
- 1912: Along the River Nile (Regie: Sidney Olcott)
- 1912: The Poacher’s Pardon (Regie: Sidney Olcott)
- 1912: Ancient Temples of Egypt (Regie: Sidney Olcott)
- 1912: From the Manger to the Cross; or, Jesus of Nazareth (Regie: Sidney Olcott)
- 1912: The Kerry Gow (Regie: Sidney Olcott)
- 1912: The Mayor From Ireland (Regie: Sidney Olcott)
- 1912: Conway, the Kerry Dancer (Regie: Sidney Olcott)
- 1912: Ireland, the Oppressed (Regie: Sidney Olcott)
- 1912: The Shaughraun (Regie: Sidney Olcott)
- 1913: The Wives of Jamestown (Regie: Sidney Olcott)
- 1913: Lady Peggy’s Escape (Regie: Sidney Olcott)
- 1914: A Celebrated Case (Regie: George Melford)
- 1915: Gene of the Northland (Regie: Jack J. Clark)

## Romane
- Cabbages and Harlequins, a Novel. Coward-McCann, New York 1929, OCLC 5398835.
- Sporting Lady. 1933.

## DVD
- Blazing the trail. The O'Kalems in Ireland. The O'Kalem collection. 1910–1915. Herausgegeben vom Irish Film Institute, 2 DVD, Regionalcode 2.